# Spinasteron barlee
Spinasteron barlee là một loài nhện trong họ Zodariidae.
Loài này thuộc chi Spinasteron. Spinasteron barlee được Barbara C. Baehr miêu tả năm 2003.